# Wiktory 2011
27. ceremonia wręczenia Wiktorów za rok 2011 odbyła się 14 kwietnia 2012 roku na Zamku Królewskim w Warszawie.
O statuetki starało się 50 osób.

## Laureaci i nominowani
| Kategoria                                                     | Laureat                        | Nominowany                                                                     |
| ------------------------------------------------------------- | ------------------------------ | ------------------------------------------------------------------------------ |
| Najpopularniejszy Polityk                                     | Donald Tusk                    | - Ryszard Kalisz - Bronisław Komorowski - Ewa Kopacz - Janusz Palikot          |
| Najpopularniejszy Komentator lub Publicysta                   | Justyna Pochanke               | - Dorota Gawryluk - Jarosław Gugała - Tomasz Lis - Janina Paradowska           |
| Najpopularniejszy Aktor Telewizyjny                           | Kinga Preis                    | - Artur Żmijewski - Magdalena Cielecka - Krystyna Janda - Maciej Stuhr         |
| Najpopularniejsza Gwiazda Piosenki i Estrady                  | Sebastian Karpiel-Bułecka      | - Golec uOrkiestra - Seweryn Krajewski - Maciej Maleńczuk - Maryla Rodowicz    |
| Najpopularniejszy Prezenter Telewizyjny                       | Krzysztof Ziemiec              | - Jarosław Gugała - Jarosław Kuźniar - Marcin Prokop - Paulina Sykut           |
| Najpopularniejszy Producent lub Twórca Programu Telewizyjnego | Ewa Ewart                      | - Jan Kępiński - Okił Khamidov - Rinke Rooyens - Maciej Ślesicki i Paisa Films |
| Najpopularniejsza Osobowość Telewizyjna                       | Grażyna Torbicka               | - Elżbieta Jaworowicz - Agata Młynarska - Monika Olejnik - Marcin Prokop       |
| Najpopularniejszy Sportowiec                                  | Justyna Kowalczyk              | - Tomasz Adamek - Adam Małysz - Agnieszka Radwańska - Kamil Stoch              |
| Największe Odkrycie Telewizyjne                               | Danuta Wałęsa                  | - Bilguun Ariunbaatar - Enej - Patrycja Kazadi - Paulina Sykut                 |
| Wiktor Publiczności                                           | Robert Janowski                | - Kinga Preis - Marcin Prokop - Maciej Rock - Andrzej Turski                   |
| Superwiktor                                                   | - Maciej Orłoś - Adam Boniecki | - Bronisław Cieślak - Krystyna Czubówna - Jarosław Gugała - Adam Pieczyński    |
| Superwiktor Specjalny                                         | Krzysztof Jasiński             |                                                                                |